# La Chauve-Souris (film, 1979)
Pour les articles homonymes, voir La Chauve-Souris (homonymie).
La Chauve-Souris (Лету́чая мышь, Letoutchaïa mych) est un téléfilm soviétique musical en russe en deux parties, produit par le studio Lenfilm et sorti en 1979. Il a été tourné par Yan Frid et est inspiré de l'opérette de Johann Strauss, La Chauve-Souris.
La première diffusion a eu lieu le 4 mars 1979.

## Synopsis
Dans la seconde moitié du XIXe siècle en Autriche-Hongrie. Le banquier viennois Heinrich Eisenstein devrait passer quelques jours en prison pour braconnage; mais, racontant cet incident à sa femme Rosalinde, il ment, car il s'est rendu chez le forestier avec une certaine Emma, la femme de son ami Schultz. Mais le directeur du théâtre local Falk, qui est apparu à temps, est tombé involontairement dans cette situation délicate, et a été obligé d'aider son ami frivole. Après s'être enfui, il persuade Heinrich de passer cette soirée au bal qui est donné par un philanthrope bien connu, le prince Orlovsky, venu de Russie. Heinrich est prêt à reporter la prison et, ce qui est beaucoup plus difficile, à mentir à sa femme; mais il ne soupçonne pas que l'insidieux Falk a décidé de le jouer par vengeance avec l'aide de sa propre femme de chambre, Adèle, qui, selon le plan de Falk, devrait également venir au bal dans un costume spectaculaire de chauve-souris et séduire son maître. Adèle accepte cette aventure car elle rêve de devenir actrice et le succès de la farce sera la preuve de ses talents d'actrice.
Heinrich va soi-disant en prison, mais en réalité il va danser et s'amuser. Rosalinde, entendant par hasard la conversation entre Falk et Adèle, découvre où son mari va passer la nuit. Adèle essaie de demander à Rosalinde d'aller sur la tombe de sa grand-mère, comme prétexte; mais, prise en flagrant délit de mensonge, elle finit par tout avouer à sa maîtresse. C'est alors que Rosalinde décide d'un plan astucieux, pour donner une leçon à son mari et à son ami frivole: elle décide de se présenter elle-même au bal dans la tenue de la chauve-souris et d'y envoyer Adèle sous les traits d'une certaine baronne.
Un admirateur secret de Rosalinde, l'étudiant Alfred, vient à la maison Eisenstein. Au début, Rosalinde ne veut pas le laisser entrer, mais comme une voiture de prison va bientôt arriver pour Heinrich, elle accepte néanmoins son admirateur malchanceux, mais le remet à la place de son mari au directeur de la prison qui vient d'arriver.
Pendant ce temps, Heinrich et Falk s'amusent à qui mieux mieux. Au milieu de la fête du bal, la fausse baronne et la chauve-souris apparaissent. Comme il se doit selon la loi du genre, le mari ne reconnaît pas sa femme sous le masque et se met à la courtiser avec toute la ferveur de la passion. Ayant perdu la tête, il lui offre une montre, en signe de fidélité préalablement offerte par Rosalinde elle-même. Et la « baronne », quant à elle, séduit avec succès de nombreux admirateurs qui sont prêts à lui faire immédiatement une demande en mariage.
Le matin, après le bal, Heinrich va en prison pour purger sa peine, mais il est surpris d'apprendre qu'un autre Eisenstein y est déjà. Soupçonnant sa femme d'infidélité, Heinrich, sous couvert d'avocat, a l'intention de découvrir les détails, d'attraper le traître et de le punir, mais, à cause de la montre donnée par imprudence, il demande pardon à sa femme et, bien sûr, est pardonné. En conséquence, les amis frivoles sont honteux, l'étudiant reçoit une liberté bien méritée et la femme de chambre talentueuse se voit attribuer une place d'actrice au théâtre de Falk.

## Fiche technique
- Compositeur: Johann Strauss
- Scénario: Yan Frid, d'après le livret de Nikolaï Erdman et Mikhaïl Volpine
- Réalisation: Yan Frid
- Chorégraphie: Constantin Sergueïev, Nina Peltzer, Nikolaï Charyguine, Valentina Ganibalova (danse de la Chauve-Souris)
- Orchestre et chœur du théâtre de comédie musicale de Léningrad, sous la direction de Vladimir Rylov.

## Distribution
- Iouri Solomine: le baron Heinrich Eisenstein, mari de Rosalinde (voix chantante Vladimir Barliaïev)
- Lioudmila Maksakova: la baronne Rosalinde Eisenstein, femme d'Heinrich (voix chantante Larissa Chevtchenko)
- Vitali Solomine: Falk, ami d'Heinrich, directeur de théâtre (voix chantante Alexandre Mourachko)
- Larissa Oudovitchenko: Adèle, femme de chambre des Eisenstein (voix chantante Sofia Yalcheva)
- Oleg Vidov: l'étudiant Alfred, admirateur de Rosalinde (voix chantante Makar Alpatov)
- Iouri Vassiliev: le prince Orlovsky (voix chantante Viatcheslav Timochine)
- Igor Dmitriev: Franck, directeur de la prison (voix chantante Boris Smolkine)
- Evgueni Vesnik: le procureur Amédée, mari d'Amalia et père de Lotte
- Glikeria Bogdanova-Tchesnokova; Amalia, le femme du procureur, mère de Lotte
- Olga Volkova: Lotte, fille d'Amalia et du procureur Amédée